# Faut pas pleurer comme ça
Faut pas pleurer comme ça je píseň nahraná roku 1972 francouzským zpěvákem Daniel Guichard.
Píseň byla nahraná s druhým siglem s názvem Si je t'aime a byla vydána společností Barclay Records. Autorem hudby byl interpret písně Daniel Guichard a textařem Jean-Pierre Kernoa.
Roku 1978 nazpívala tuto píseň s názvem Tak už bal s českým textem Jiřiny Fikejzové šansoniérka Hana Hegerová. Byla umístěna na albu se singlem Čím dál tim víc. Byla umístěna i na jejím posledním albu Mlýnské kolo v srdci mém.